# 婚禮策劃師

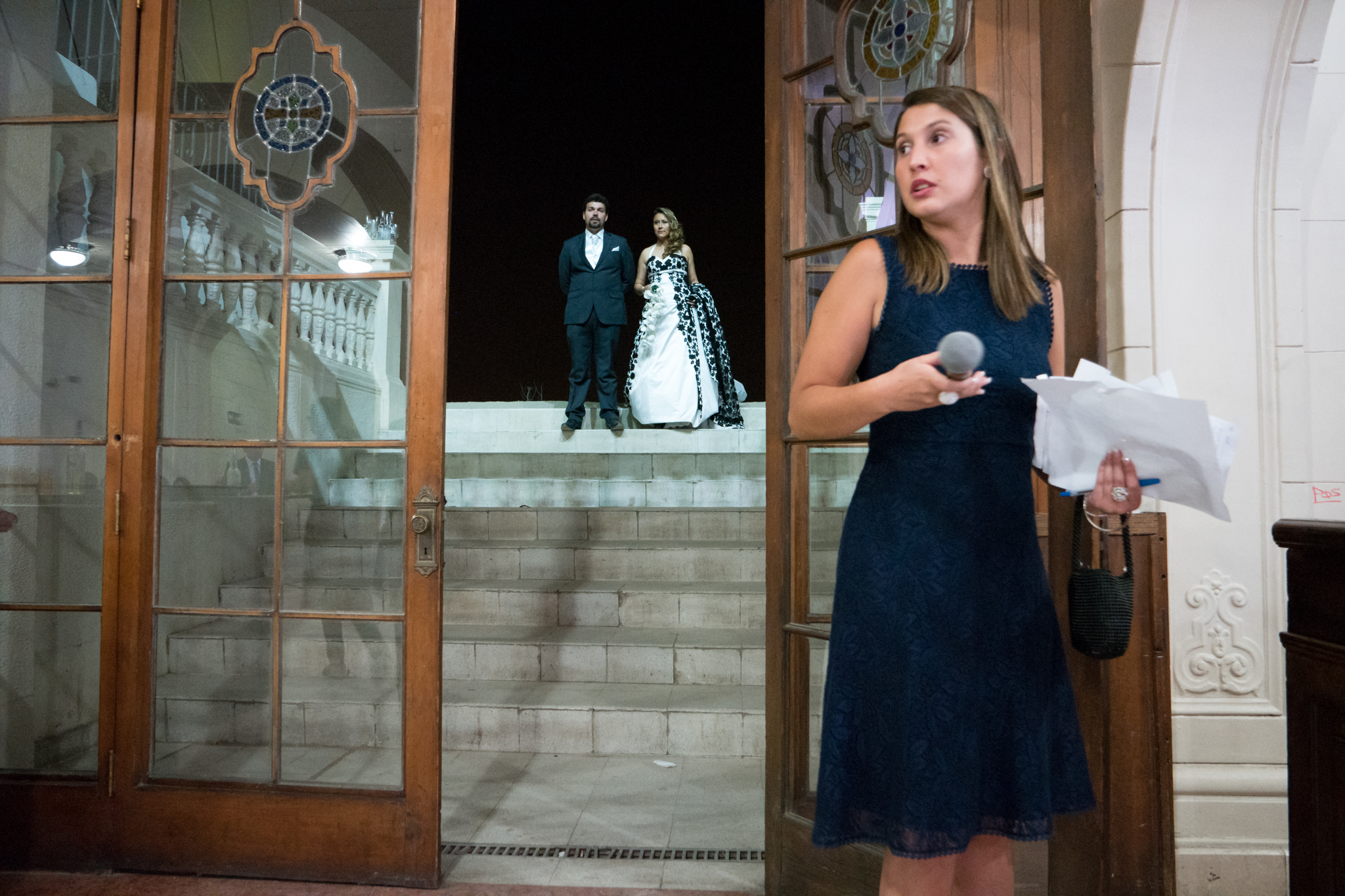
智利一位婚礼活动策划人

婚礼策划师是指协助设计、规划和管理婚礼的专业人士。婚礼是人们生活中的重大事件，因此新婚夫妇们往往愿意花费相当多的钱舉辦婚禮並聘請婚禮策劃師。

## 服务
婚礼策划师的服务可能包括：
- 与新婚夫妇和他們的父母面谈，确定他们的需求。
- 编制预算
- 勘察地点
- 拍摄照片
- 准备参加婚禮者名单
- 确定婚禮场所（酒店、宴会厅、教堂、寺庙等 )
- 确定并签订婚礼专业人员和服务供应商（供应商、摄影师、摄像师、美容师、花店、糖果、自助餐、饮料等）
- 购置定制的装饰品
- 协调婚礼当天的各項服务
- 在发生灾难时制定后备计划
- 對於異國婚礼而言，還要帮助和准备法律文件和翻译
- 联系婚礼周供应商了解详细信息和时间表
- 协调婚礼当天的活动以及后续工作